# Live Groove
Live Groove je koncertní album britské skupiny ProjeKct Two, jednoho z vedlejších projektů kapely King Crimson. Vydáno bylo v lednu 1999, později téhož roku vyšlo i jako součást box setu The ProjeKcts. Album bylo nahráno na koncertech ProjeKctu Two, které se konaly mezi březnem a červencem 1998 v USA, Japonsku, Spojeném království a Kanadě. Neobsahuje žádné skladby ze studiového alba Space Groove, neboť vystoupení byla improvizacemi. Některé ze skladeb na Live Groove se později staly po přepracování součástí repertoáru běžných King Crimson.

## Seznam skladeb
Všechny skladby napsal(i) Robert Fripp, Trey Gunn a Adrian Belew. 
| Pořadí         | Název                              | Délka |
| -------------- | ---------------------------------- | ----- |
| 1.             | Sus-tayn-Z                         | 8:05  |
| 2.             | Heavy ConstruKction                | 5:11  |
| 3.             | The Deception of the Thrush        | 7:33  |
| 4.             | X-chayn-jiZ                        | 6:01  |
| 5.             | Light ConstruKction                | 5:17  |
| 6.             | Vector Shift to Planet Detroit     | 3:41  |
| 7.             | Contrary ConstruKction             | 4:55  |
| 8.             | Live Groove                        | 10:50 |
| 9.             | Vector Shift to Planet Belewbeloïd | 1:24  |
| 10.            | 21st Century Schizoid Man          | 11:50 |
| Celková délka: | Celková délka:                     | 64:47 |

## Obsazení
- Robert Fripp – kytara
- Trey Gunn – Warr guitar, kytarový syntezátor
- Adrian Belew – elektronické bicí